# Liothrips piger
Liothrips piger är en insektsart som först beskrevs av Ian A. Hood 1925.  Liothrips piger ingår i släktet Liothrips och familjen rörtripsar. Inga underarter finns listade i Catalogue of Life.